# Christensenella
Christensenella es un género de bacterias gram-negativas, sin esporas, anaeróbicas y no móviles. Pertenecen a la familia Christensenellaceae. La especie C. minuta ha sido descrita y publicada; y C. timonensis y C. massiliensis han sido propuestas como nuevas especies de este género. Todas ellas se han aislado a partir de heces humanas.
En concreto, C. minuta se ha detectado en el intestino y se ha asociado con la reducción de peso corporal y de la adiposidad de los ratones. En un test a 977 voluntarios los individuos con niveles más altos de Christensenella en sus intestinos tenían más probabilidad de tener un índice de masa corporal más bajo que aquellos con niveles bajos.